# الضرابنة (بوسكورة)
الضرابنة هي إحدى مشيخات المملكة المغربية، تتبع جغرافيا لإقليم النواصر وإداريًا لبوسكورة. يقدر عدد سكانها بـ 5031 نسمة حسب الإحصاء الرسمي للسكان والسكنى لسنة 2004.